# Rawilja Agletdinowa
Rawilja Agletdinowa (russisch Равиля Аглетдинова, engl. Transkription Ravilya Agletdinova, nach Heirat Котович – Kotowitsch – Kotovich; * 10. Februar 1960 in Kurgan-Tyube, Tadschikische SSR; † 25. Juni 1999 bei Schlobin, Belarus) war eine sowjetische Mittelstreckenläuferin.
Seit 1980 in Weißrussland lebend, schied sie bei den Europameisterschaften 1982 in Athen im Halbfinale über 800 Meter aus. Bei den Weltmeisterschaften 1983 in Helsinki wurde sie in 4:02,67 min Vierte über 1500 Meter.
1985 war ihr bestes Jahr. Sie wurde sowjetische Meisterin über 800 und 1500 Meter, siegte beim Europacup über 1500 Meter in persönlicher Bestzeit von 3:58,40 min und wurde im Weltcup Zweite hinter Hildegard Körner aus der DDR. 1986 gewann sie bei den Europameisterschaften 1986 in Stuttgart in 4:01,19 min vor Tatjana Samolenko.
Nach mehrjähriger Wettkampfpause kam sie 1990 als Rawilja Kotowitsch zurück. Sie gewann die sowjetische Meisterschaft 1990 über 3000 Meter. 1991 kam sie über 1500 Meter bei den Weltmeisterschaften in Tokio auf den 15. Platz.
Rawilja Agletdinowa war 1,68 m groß und wog 57 kg. Am 25. Juni 1999 starb sie nach einem Verkehrsunfall in der Nähe von Schlobin in Belarus.

## Persönliche Bestleistungen
- 800 m: 1:56,1 min, 21. August 1982, Podolsk
  - Halle: 2:00,82 min, 18. Februar 1984, Moskau
- 1000 m: 2:39,67 min, 6. Juni 1993, Southampton
  - Halle: 2:37,18 min, 11. Februar 1984, Moskau
- 1500 m: 3:58,40 min, 18. August 1985, Moskau
  - Halle: 4:09,73 min, 20. Februar 1983, Moskau
- 3000 m: 8:46,86 min, 5. Juli 1990, Kiew